# Вулиця Йоганна Вольфганга Ґете
Ву́лиця Йо́ганна Во́льфганга Ґе́те — вулиця в Дарницькому районі міста Києва, селище Бортничі. Пролягає від тупика до вулиці Коцюбинського.
Прилучаються проїзд без назви до вулиці Євгенія Харченка, вулиці Дружби, Нектарна, Лютнева, Трипільська, Медоносна, Кирила Осьмака, Вуликова, Опанаса Сластіона, Пасічна, Героїв Зміїного та Луговий провулок.

## Історія
Виникла в 1-й третині XX століття під назвою вулиця Карла Маркса, на честь німецького філософа Карла Маркса. 
Сучасна назва на честь німецького письменника Йоганна Вольфганга фон Гете — з жовтня 2022 року.